# De plaza en plaza
De plaza en plaza es el vigésimo sexto álbum del grupo mexicano tropical Los Ángeles Azules, distribuido por la compañía discográfica Sony Music.
El álbum se caracteriza por el estilo clásico tropical del grupo. Asimismo, el álbum marca una particularidad de éstos que es la cumbia sinfónica, género musical que se originó en ellos con su anterior disco. Se desprenden del mismo, algunos sencillos como: «Mi niña mujer», «Amigos nada más», «20 rosas», «Ay amor» y «Me haces falta tú» entre otros.
En este álbum, están incluidas las participaciones de Pepe Aguilar, Miguel Bosé, Ha*Ash, Natalia Lafourcade, Aleks Syntek, Ana Torroja y Fito Páez entre otros.

## Lista de canciones
Todas las canciones escritas y compuestas por Jorge Mejia Avante, excepto donde se indique. 
| De Plaza en Plaza: Cumbia Sinfonica |                                                                        |                   |          |  |
| N.º                                 | Título                                                                 | Escritor(es)      | Duración |  |
| 1.                                  | «La cumbia del infinito» (con Natalia Lafourcade y Rodrigo & Gabriela) |                   | 3:22     |  |
| 2.                                  | «Ay amor» (con Ana Torroja y MC Davo)                                  |                   | 3:42     |  |
| 3.                                  | «Mi niña mujer» (con Ha*Ash)                                           |                   | 3:14     |  |
| 4.                                  | «Mi cantar» (con Gloria Trevi)                                         |                   | 4:02     |  |
| 5.                                  | «20 rosas» (con Aleks Syntek)                                          |                   | 3:15     |  |
| 6.                                  | «Por tu amor» (con Fito Páez)                                          |                   | 3:22     |  |
| 7.                                  | «Las maravillas de la vida» (con Miguel Bosé)                          |                   | 2:33     |  |
| 8.                                  | «Amigos nada más» (con Pepe Aguilar)                                   |                   | 3:31     |  |
| 9.                                  | «Me haces falta tú» (con Yuri)                                         |                   | 3:24     |  |
| 10.                                 | «Cumbia del Acordeón» (con Los Claxons)                                |                   | 4:41     |  |
| 11.                                 | «La cadenita» (con Alicia Villarreal)                                  | Luis Pérez Cedrón | 2:39     |  |
| 12.                                 | «Hermoso bebé» (con Tessa Ia)                                          |                   | 3:22     |  |
| 13.                                 | «Amor de amores»                                                       |                   | 3:24     |  |
| 44:38                               |                                                                        |                   |          |  |

## Videos musicales y sencillos
Los videoclips del álbum fueron grabados en cinco locaciones turísticas de Yucatán:

### Convento San Miguel Arcángel de Maní
En el convento de San Miguel Arcángel de la ciudad de Maní, se montó el escenario para las grabaciones de «Mi niña mujer», «Me haces falta tú» y «Hermoso bebé». Se grabaron en tres diferentes horarios y contó con las participaciones de Ha*Ash, Yuri y Tessa Ia.

### Teatro Peón Contreras
El emblemático Teatro Peón Contreras sirvió para las grabaciones para las canciones «Amigos nada más» y «Las maravillas de la vida», donde contó con las participaciones de Pepe Aguilar y Miguel Bosé, respectivamente.

### Puerto de Progreso
En el principal puerto del estado de Yucatán Progreso de Castro, se realizaron las grabaciones para «La cumbia del infinito» y «20 Rosas», melodías que fueron interpretadas a duetos con Natalia Lafourcade y Aleks Syntek.

### Gran Museo del Mundo Maya de Mérida
En las afueras del Gran Museo del Mundo Maya de Mérida, se montaron los escenarios para las grabaciones de «Mi cantar», «Cumbia del Acordeón» y《Doctor Psiquiatra》. Asimismo, estas canciones contaron con las participaciones de Gloria Trevi y Los Claxons.

### Cenote X'Batún
El Cenote X'Batún en la península de Yucatán fue escenario para las grabaciones para «Por tu amor» y «La cadenita», escenarios que contaron con la presentación de Fito Páez y Alicia Villarreal.

### Hacienda Tekik de Regil
La Hacienda Tekik de Regil es el lugar donde se realizaron las grabaciones para «Amor de amores» y «Ay amor». Contó con la participación de Ana Torroja y MC Davo.

## Certificaciones
| País   | Organismo certificador | Certificación    | Ventas certificadas | Ref.  |
| ------ | ---------------------- | ---------------- | ------------------- | ----- |
| México | AMPROFON               | 2× Platino + Oro | 150,000             | [ 1 ] |